# 圓尾鶴鱵
圓尾鶴鱵（学名：Strongylura strongylura），又名斑尾柱頜針魚、青旗、學仔、白天青旗，为辐鳍鱼纲颌针目鶴鱵科柱頜針魚屬下的一个种。该物种主要分布于印度洋-太平洋海域沿岸各地，体长最长可达40公分。